# Junkers Ju 90
Юнкерс Ю 90 (нем. Junkers Ju.90), — немецкий пассажирский[уточнить] военно-транспортный самолёт фирмы Юнкерс. Ju 90 был создан в 1937 году на базе Ju 89, имел 4 двигателя BMW-132H. Главный конструктор — Эрнст Циндель.

## История создания, разработка и испытания
Летом 1935 года фирма "Юнкерс" получила от министерства авиации Германии техническое задание на создание дальнего тяжелого бомбардировщика. Согласно, полученной спецификации, это должен быть самолет способный доставить 2,5 т бомб к целям на Урале или в Шотландии. Проект получил название "Уралбомбер".
В результате был создан четырёхмоторный бомбардировщик Ju 89, первый полет которого состоялся в декабре 1936 года. Почти одновременно с началом заводских летных испытаний пришел приказ от рейхсминистерства о закрытии программы разработки дальних бомбардировщиков и проект был закрыт.
Получив известие о закрытии перспективного проекта, в рамках которого был создан тяжелый бомбардировщик Ju 89, руководство фирмы "Юнкерс" отправило запрос в министерство о возможности переделки прототипа  Ju 89V-3 в военно-транспортный самолет. В январе 1937 года работы были санкционированы рейхсминистерством авиации, и проект получил наименование Ju 90.
Новым самолетом заинтересовалась авиакомпания "Deutsche Lufthansa", был подписан контракт на создание пассажирского самолета вместимостью до 40 пассажиров. Самолет должен был иметь дальность до 2000 км и скорость 300 км/ч. Разработка пассажирского авиалайнера базировалось  на заделах недостроенного бомбардировщика Ju 89, он унаследовал от бомбардировщика общую схему, крыло, оперение и шасси. Заново был спроектирован лишь фюзеляж. 
Первый прототип Ju 90V-1 поднялся в воздух 28 августа 1937 года. Во время испытаний было установлено два мировых рекорда - груз 500 кг был поднят на высоту 9312 м и 1000 кг на 7242 м. Испытания проходили планово, без существенных проблем, однако в феврале 1938 года при испытаниях на флаттер самолет разбился. Второй опытный экземпляр был передан в авиакомпанию "Люфтганза" и вскоре тоже потерпел крушение во время испытаний в тропиках. 
В условиях подготовке к большой войне главному потребителю авиатехники в Германии "Люфтваффе" требовался военно-транспортный самолет. В декабре 1939 года впервые поднялся в воздух прототип военно-транспортного самолета Ju 90V-5. От гражданских с самолетов он отличался увеличенным крылом, усиленным шасси и наличием грузовой рампы в полу фюзеляжа. В 1941 году он участвовал в войсковых испытаниях. 
Всего на авиазаводе в Дессау было построено 18 самолетов Junkers Ju 90 - 8 прототипов и 10 серийных пассажирских самолетов. Для авиакомпании "Люфтганза"  было заказано восемь самолетов, но передано лишь семь - последняя машина в апреле 1940 года поступила в "Люфтваффе". Два самолета заказала южноафриканская авиакомпания South African Airways, но после начала Второй Мировой войны самолеты, еще находившиеся на заводе, были конфискованы "Люфтваффе". 
Junkers Ju 90 - удачный пример создания пассажирского самолета на базе конструкции бомбардировщика, его можно характеризовать как "удачный самолет с неудачной судьбой". Война помешала в полной мере полноценно коммерчески эксплуатировать эти авиалайнеры на дальних пассажирских линиях. В итоге немногочисленным выпущенным Ju 90 пришлось служить в качестве военно-транспортных самолетов. 

## Конструкция
Junkers Ju 90 - цельнометаллический четырёхмоторный свободнонесущий моноплан с гладкой работающей обшивкой, двухкилевым оперением и убирающимся шасси. Экипаж 4 человека. Пассажирский салон рассчитан на 38-40 человек.
Фюзеляж - цельнометаллический, овального поперечного сечения, типа монокок, укрепленный изнутри гофрированными металлическими листами, имевшими высокую прочность. Каркас состоит из поперечных шпангоутов и продольных стрингеров. Обшивка гладкая напряженная из дюралюминия. Фюзеляж конструктивно был разделен на три части. Носовая, средняя и хвостовая. Носовая и хвостовая части были разъемные.
В носовой части фюзеляжа располагалась кабина экипажа для двух пилотов, здесь же находилось рабочее место штурмана. Кабина была оборудована двойным управлением, установлен автопилот и все необходимые навигационные приборы, в том числе для слепого и ночного полетов.
В средней части фюзеляжа, за пилотской кабиной, отапливаемый и вентилируемый пассажирский салон на 38 посадочных мест, за счет двух откидных кресел вместимость могла быть доведена до 40 пассажиров. Впереди пассажирского салона находилось отделение для ручного багажа, кладовая и рабочее место стюарда. Компоновка салона предполагала два варианта. Первый - салон разделен на пять отсеков, каждый на восемь пассажиров - по обе стороны от прохода расположены по четыре кресла, лицом друг к другу. Два передних отсека для курящих пассажиров. Второй - салон разделен на два отсека - передний на 16 мест для курящих пассажиров и задний на 22-24 места для некурящих. С каждой стороны фюзеляжа было по пять прямоугольных окон, каждое из окон освещало пассажирский отсек.
В конце пассажирского салона находился главный вход в самолет, два туалета, гардероб и помещение для почты. В хвостовой части - багажное отделение, еще одно багажное отделение располагалось в нижней части фюзеляжа под центропланом.
Крыло - свободнонесущее, низкорасположенное. Состоит из пяти секций - центроплан, две внутренние секции и две внешние. Центроплан жестко интегрирован в конструкцию фюзеляжа и имеет основной элемент каркаса виде пяти трубчатых балочных лонжеронов. Каркас внутренних секций состоит из пяти основных пластинчатых лонжеронов и двух вспомогательных. Каркас внешних секций - четыре основных пластинчатых лонжеронов и три вспомогательных. Обшивка гладкая, работающая с продольными ребрами жесткости. Передняя кромка крыла стреловидная, задняя прямая. Механизация крыла представляло собой "двойное крыло Юнкерса" - комбинация подвижных закрылков, на внутренних секциях,  и элероны полного размаха на внешних секциях. В задней части центроплана под фюзеляжем были установлены выдвижные тормозные  щитки, использовавшиеся во время посадки самолета.
Хвостовое оперение - цельнометаллическое, свободнонесущее, разнесенное, двухкилевое было спроектировано как "разрезное крыло". Стабилизатор, регулируемый в полете имел размах 11,29 м. На концах стабилизатора крепились кили с рулями направления. Рули высоты и направления были сбалансированы противовесами.
Шасси - убирающееся, трехстоечное с хвостовым колесом. Основные стойки одноколесные с масляными амортизаторами. Колеса с шинами низкого давления снабжены гидравлическими тормозами. Хвостовое колесо поворотное. Стойки шасси в полете убирались назад в гондолы внутренних двигателей, а хвостовое колесо убиралось в хвостовую часть фюзеляжа. Система уборки гидравлическая.
Силовая установка - четыре поршневых звездообразных 9-цилиндровых двигателя воздушного охлаждения BMW 132H/1 мощностью 820 л.с. каждый. Двигатели устанавливались в мотогондолы на крыле и закрывались капотами. Топливные баки располагались во внутренние секциях крыла. Масляные баки находились в гондолах двигателей. На Ju 90 устанавливались различные типы двигателей.

## Основные модификации
- Ju 90A-1 — имел двигатели BMW 132H-1 (830 л. с.), экипаж составлял 4 человека, вместимость 38-40 человек. Заказано Lufthansa (на маршрут Берлин — Вена[4]) 8 самолётов, поставлены были лишь 7, последний был передан люфтваффе.
- Ju 90Z-3 — имел 14-цилиндровый двигатель воздушного охлаждения (1200 л. с.). Заказаны 2 самолёта для пассажирских перевозок в Южной Африке, однако 2 самолёта были переданы люфтваффе.

## Эксплуатация вLufthansaи боевое применение
Коммерческая эксплуатация самолета началась в июле 1938 года, когда в авиакомпанию поступил третий прототип Ju 90V-3. В авиакомпании самолет эксплуатировался на линии Берлин - Вена.  В ноябре 1938 года поступил предсерийный Ju 90V-4. С мая 1939 года по апрель 1940 года авиакомпания Deutsche Lufthansa получила 7 самолетов Ju 90.
В авиакомпании "Люфтганза" самолеты использовались на линиях из Берлина в Белград и Барселону. Во время военных действий самолеты неоднократно реквизировались "Люфтваффе" для участия в различных военных акциях. С лета 1943 года  в "Люфтганзе" эксплуатировался только один самолет Ju 90. Шесть раз в неделю он летал по маршруту Берлин - Штутгарт - Лион - Барселона - Мадрид - Лиссабон. В августе 1944 года этот самолет был уничтожен в аэропорту Штутгарта во время налета американских бомбардировщиков.
Со временем шесть прототипов и десять серийных самолетов были переведены в ведомство Геринга и активно использовались для перевозки грузов военного назначения. Почти все переведенные машины были потеряны в результате боевых действий или летных происшествий.
В 1940 году Ju 90 принимали участие в операции «Везерюбунг», перебрасывали личный состав и грузы в Норвегию. В этой операции принимали участие пять пять самолетов Ju 90.
В мае 1941 года три самолета Ju 90 "Люфтганзы", с гражданскими экипажами, обеспечивали перевозки в Ирак, поддерживая мятеж Рашида Али. Ju 90 также использовались в качестве буксировщиков тяжелых десантных планёров.
В феврале — мае 1942 года Ju 90 привлекались для снабжения окруженных соединений вермахта под Демянском, а в ноябре 1942 года Ju 90 участвовали в переброске частей вермахта в Тунис.
В 1943 году семь Ju 90 участвовали в снабжении окружённой армии Паулюса под Сталинградом. С марта по июль 1943 года Ju 90 действовали на Средиземноморском театре военных действий, базируясь в Гроссето.
Весной 1944 года Ju 90 обеспечивали эвакуацию немецких войск из Крыма, а осенью 1944 года Ju 90 летали в Грецию.
В конце войны сохранились лишь два Ju 90, ставшие трофеями союзников,  которые практически сразу были отправлены на слом в виду плохого технического состояния.

## Лётно-технические характеристики (Ju 90A-1)

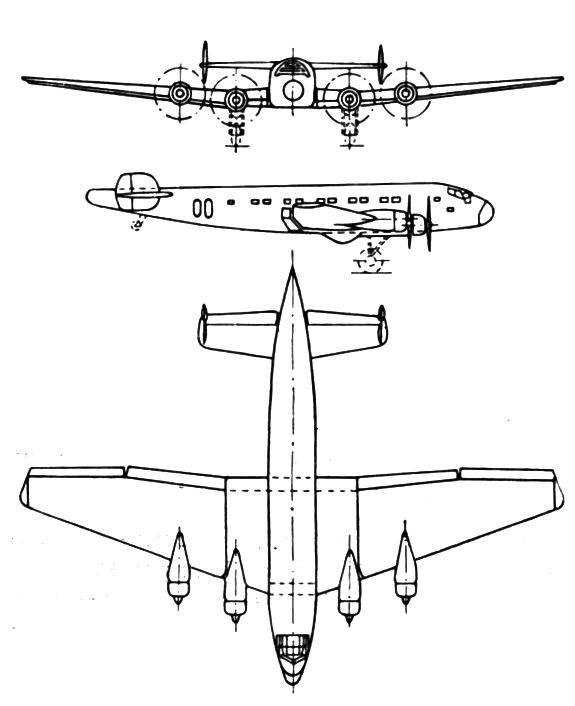
Схема Junkers Ju 90 из журнала L'Aerophile за октябрь 1937 года

Источник данных: Junkers aircraft and engines, 1913–1945, German aircraft of the Second World War

Технические характеристики
- Экипаж: 3-4 (пилот, второй пилот, радист) + 1–2 бортпроводника
- Пассажировместимость: 38-40
- Длина: 26,3 м
- Размах крыла: 35,02 м
- Высота: 7,5 м
- Площадь крыла: 184 м²
- Масса пустого: 19 225 кг
- Нормальная взлётная масса: 33 680 кг
- Силовая установка: 4 × BMW 132 H-1 9-цилиндровый радиальный воздушного охлаждения
- Мощность двигателей: 4 × 820 л. с. (4 × 610 кВт)
- Воздушный винт: трёхлопастный, фиксированного шага

Лётные характеристики
- Максимальная скорость: 350 км/ч на высоте 2500 м
- Крейсерская скорость: 320 км/ч на высоте 3000 м
- Практическая дальность: 1247 км
- Перегоночная дальность: 2092 км
- Практический потолок: 5 750 м
- Скороподъёмность: 23,5 мин на 4000 м
- Длина разбега: 600 м

## Эксплуатанты
Нацистская Германия
- Deutsche Luft Hansa
- Люфтваффе:

## Аварии и катастрофы
По данным Aviation Safety Network, за время эксплуатации было потеряно 4 самолёта Junkers Ju 90 различных модификаций. При этом погибли 42 человека.
- 7 февраля 1938 самолёт Ju 90V1 разбился во время испытаний. Погиб инженер, 2 члена экипажа спаслись.
- 26 ноября 1938 года самолёт Ju 90V2 компании Deutsche Luft Hansa, (борт D-AIVI Preussen) разбился во время взлёта взлёте в Батерсте (ныне Банжул), Гамбия, из-за отказа двух двигателей. Погибло 12 из 15 человек, находившихся на борту.
- 8 ноября 1940 года Ju 90A (D-AVMF Brandenburg) той же компании в результате обледенения разбился в Шёнтайхене, Германия, погибло 23 пассажира и 6 членов экипажа. Это самая тяжёлая катастрофа с участием Ju 90.
- 9 августа 1944 года Ju 90V3 (D-AURE Bayern) был уничтожен во время авианалёта на аэропорт Штуттгарта, пострадавших не было.